# Ralph Earl

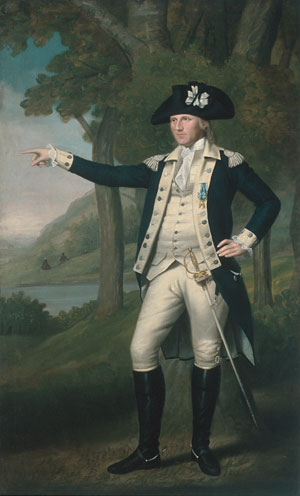
Portret Marinusa Willetta, 1791

Ralph Earl (ur. 11 maja 1751, zm. 16 sierpnia 1801) – amerykański malarz historyczny i portrecista.

## Życiorys
Urodził się w Shrewsbury lub Leicester w Massachusetts, ok. 1775 pracował w New Haven jako portrecista. Później odwiedził Lexington i Concord, gdzie miały miejsce bitwy w wojnie niepodległość Stanów Zjednoczonych. Wspólnie z grawerem Amosem Doolittle namalował wówczas cztery obrazy przedstawiające sceny bitewne.
Pomimo że ojciec Ralpha Earla był pułkownikiem armii rewolucyjnej, to on sam jako lojalista w 1778 uciekł do Anglii, gdzie pozostał przez 7 lat. Po powrocie do Ameryki, pracował jako portrecista, pozowali mu m.in. Caleb Strong i Roger Sherman.
Trudny charakter i niezrównoważenie psychiczne doprowadziły artystę do upadku. Opuścił kolejne dwie żony, był więziony za długi (1786-1788) i ostatnie lata życia pracował jako wędrowny portrecista w Connecticut. Bezpośrednią przyczyną jego przedwczesnej śmierci był alkoholizm.

## Twórczość
Ralph Earl pozostawił po sobie ponad 180 portretów i kilka pejzaży, z których najbardziej znany jest obraz przedstawiający wodospad Niagara. Uważany jest za jednego z najlepszych amerykańskich portrecistów schyłku XVIII w.

## Prace
- Pułkownik William Taylor, 1790,
- Daniel Boardman, 1789,
- Elijah Boardman, 1789,
- Generalmajor Friedrich Wilhelm August von Steuben, 1786,
- Gershom Burr, ok. 1798,
- Lady Williams z dziećmi, 1783,
- Mrs. Gershom Burr, 1798,
- Mrs. William Moseley i syn Charles, 1791,

Bitwa pod Lexington i Concord
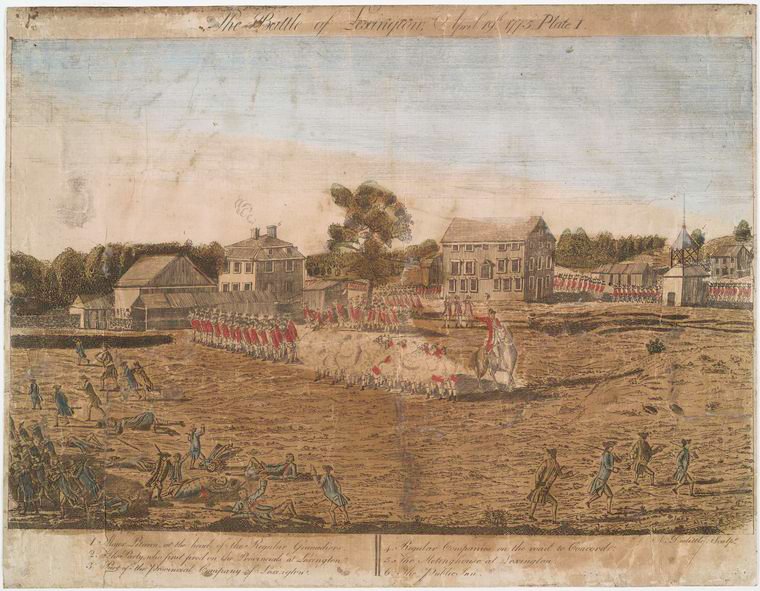
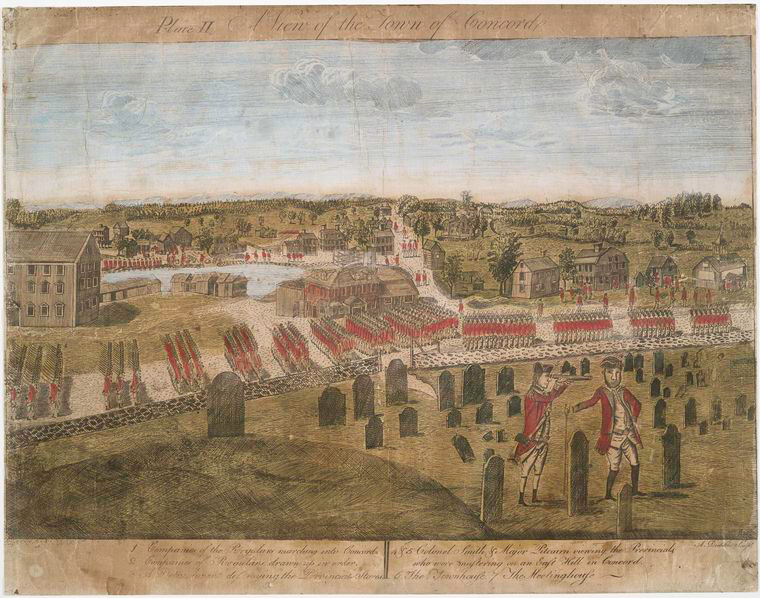
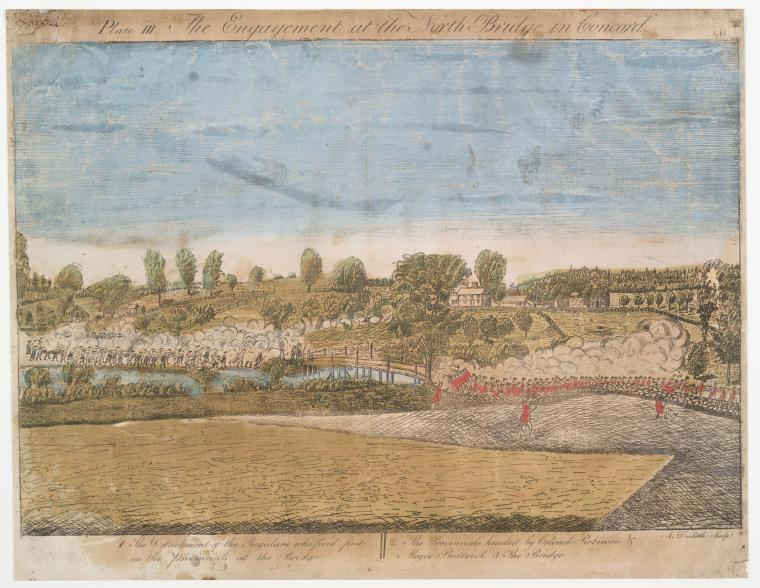
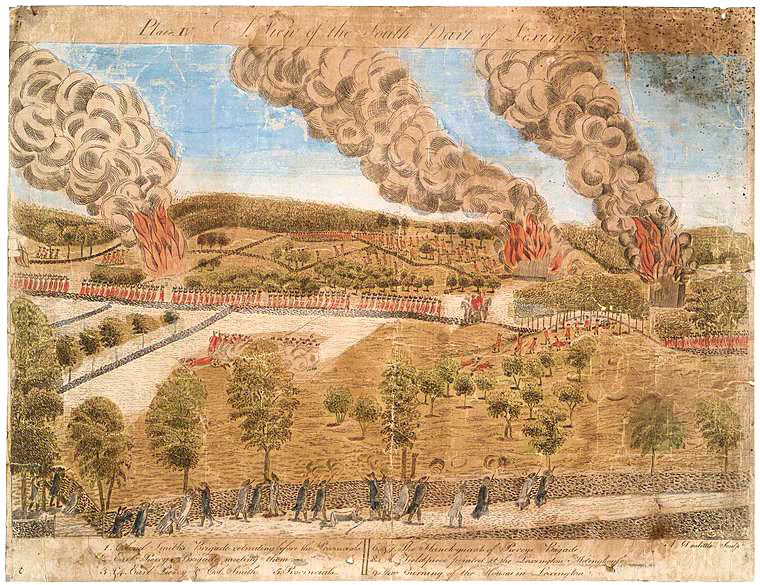

## Literatura dodatkowa
- Early American Paintings (biography), Worcester Art, 2005, link: WorcArt-EarlR.